# Incident de Carabanchel
Com a Incident de Carabanchel es coneix als fets esdevinguts el 27 de juny de 1932 al campament de Carabanchel (Madrid) proper a la capital, on en aquell temps estaven situades les Acadèmies militars.
Els fets van consistir en el trasllat a aquest lloc, sense coneixement del ministre de la Guerra, Manuel Azaña, de tres regiments d'infanteria de la guarnició de Madrid, formalment, per a confraternitzar amb els cadets per ordre del general Villegas, cap de la Divisió.
Després de la desfilada van pronunciar discursos els generals Villegas, Caballero (general cap d'Infanteria) i Goded. Tots els discursos van ser crítics amb la política militar que estava aplicant la República i amb el projecte d'Estatut per a Catalunya que s'estava debatent en les Corts en aquest moment.
Goded va acabar el seu discurs amb la frase: ...viva España! y nada más, ometent el preceptiu visca la República! Llavors el tinent coronel Julio Mangada Rosenörn, que ja durant els discursos havia mostrat clarament la seva disconformitat mitjançant gestos, va romandre assegut i no va contestar al visca de Goded, per la qual cosa aquest li va recriminar amb duresa. Mangada li va replicar, i encara que el coronel cap del Regiment 1 d'Infanteria, Carlos Leret Úbeda, aconseguí posar ordre; les coses empitjoren quan el general Villegas ordenà l'arrest de Mangada i aquest, perdent els estreps, es va treure la guerrera i la calciga, havent d'intervenir-hi els cadets per normalitzar la situació.
En opinió de Carlos Leret Úbeda, aquesta acció de reunir les tropes a les Acadèmies, desfilades, discursos de caràcter antirepublicà, etc., entrava en un pla premeditat per crear descontentament en l'estament militar, puix que no era la primera vegada que es produïa (la setmana anterior havia tingut lloc una altra reunió similar amb tropes d'Artilleria i també per les mateixes dates el general Millán Astray es va presentar un matí a l'Acadèmia d'Artilleria, va demanar un cavall i en companyia de diversos caps va fer que se li rendissin honors, fent desfilar davant d'ell als cadets).
Mangada, encara que va ser processat per aquests fets, va ser absolt. Les investigacions realitzades van permetre posar al descobert els compromisos de diversos comandaments militars amb moviments conspiratius contraris a la República que, no obstant això, culminarien en la sanjurjada el 10 d'agost d'aquest mateix any.